# Господарят на страниците
„Господарят на страниците“ (на английски: The Pagemaster) е американско фентъзи от 1994 година. Във филма участват Маколи Кълкин, Кристофър Лойд, Упи Голдбърг, Патрик Стюарт, Ленърд Нимой, Франк Уелкър, Ед Бегли-младши и Мел Харис. Филмът е продуциран от Търнър Ентъртейнмънт и Хана-Барбера и е пуснат от Туентиът Сенчъри Фокс на 23 ноември 1994 г.